# خوان كارلوس تابيو
خوان كارلوس تابيو (بالإسبانية: Juan Carlos Tabío) (و. 1943  م) هو مخرج أفلام، وكاتب سيناريو من كوبا، ولد في هافانا.

## وصلات خارجية
- خوان كارلوس تابيو على موقع IMDb (الإنجليزية)
- خوان كارلوس تابيو على موقع ألو سيني (الفرنسية)
- خوان كارلوس تابيو على موقع أول موفي (الإنجليزية)
- خوان كارلوس تابيو على موقع قاعدة بيانات الأفلام السويدية (السويدية)
- خوان كارلوس تابيو على موقع قاعدة بيانات الفيلم (الإنجليزية)
- خوان كارلوس تابيو على موقع كينوبويسك (الروسية)